# Hawajka cynobrowa
Hawajka cynobrowa, iwi, sierpodziób szkarłatny (Drepanis coccinea) – gatunek małego ptaka z rodziny łuszczakowatych (Fringillidae). Tak jak inni przedstawiciele grupy hawajek (Carpodacini) – endemiczny dla Hawajów. Jest narażony na wyginięcie. Nie można wyróżnić podgatunków. 

## Morfologia

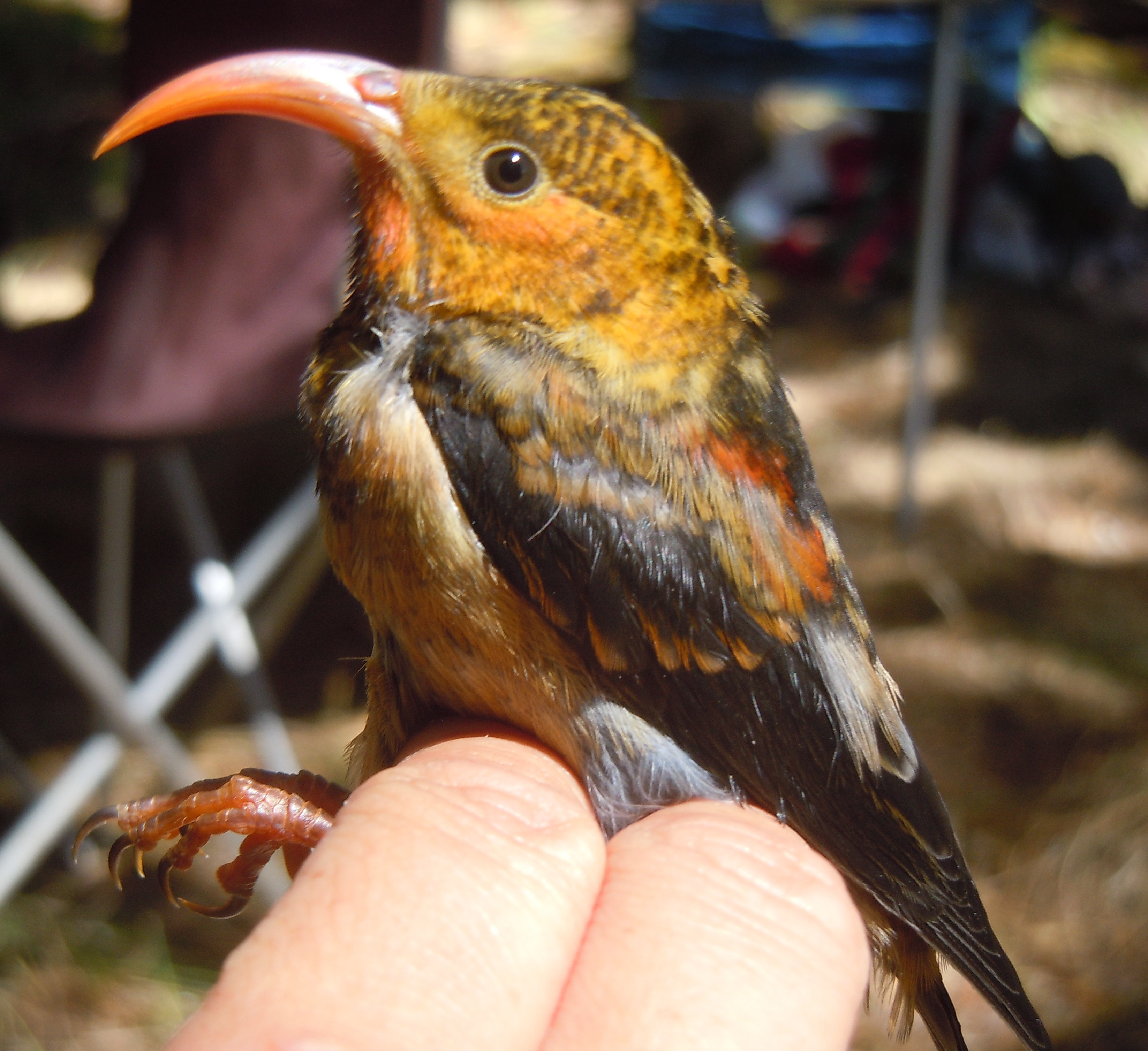
Osobnik młodociany

Długość ciała 15 cm, masa ciała samców 19,9 g, samic 16,7 g. Ptak koloru krwistoczerwonego, z różowymi nogami. Skrzydła granatowe z białą plamką, ogon – granatowy, dziób – długi, różowy, zagięty w dół.

## Ekologia i zachowanie
Jej środowisko naturalne to wysokogórskie, wilgotne lasy z drzewami ohia (Metrosideros polymorpha) i koa (Acacia koa) i suche lasy z drzewami mamane (Sophora chrysophylla).
Przystosowana jest do pobierania nektaru z kwiatów drzew z rodziny stroiczkowatych, jednak wskutek zmniejszenia się areału występowania tej rośliny, hawajka cynobrowa zmuszona jest do żerowania także na innych drzewach, co może przełożyć się na liczebność populacji tych ptaków. Poza tym żywi się również owadami i ich larwami.
Okres lęgowy trwa od stycznia do czerwca; gniazdo ma kształt kubeczka. Hawajka cynobrowa składa 2–3 białe jaja z brązowymi kropkami. Samica samodzielnie wysiaduje jaja oraz opiekuje się młodymi. Samiec karmi samicę w czasie inkubacji, która trwa dwa tygodnie. Młode są w pełni opierzone po 34 dniach.

## Status
Międzynarodowa Unia Ochrony Przyrody (IUCN) od 2008 uznaje hawajkę cynobrową za gatunek narażony (VU – Vulnerable); wcześniej, od 2000 klasyfikowała ją jako gatunek bliski zagrożenia, a od 1988 jako gatunek najmniejszej troski. Liczebność populacji szacuje się na 250–500 tysięcy dorosłych osobników. Trend liczebności populacji uznawany jest za spadkowy.